# Capilla de la Virgen de los Dolores de Belén, Puebla
La Capilla de la Virgen de los Dolores de Belén, también conocida como de la 4 Poniente, es una capilla del siglo XVIII ubicada en el centro histórico de la ciudad de Puebla.

## Historia
De acuerdo a la tradición, esta capilla fue construida por el patrocinio de un arriero de nombre Juan de Buitrago quien al resultar ileso de un asalto prometió levantar este templo a la Virgen de los Dolores de quien era devoto, consiguiendo el permiso para la construcción del obispo Pedro Nogales por el año 1723, siendo dedicada en el año 1738, aunque el historiador Mendizábal menciona que fue terminada desde el año 1733. Fue conocida también como la capilla de «Nuestra Señora del Nicho» ya que en la parte de afuera se colocaba la imagen de la virgen de los dolores sobre un nicho.

## Arquitectura y arte
La decoración de la fachada se encuentra cubierta por argamasa siendo uno de los pocos templos en la ciudad decorados con este material. Los símbolos que adornan la fachada son del estilo pasionista al ser esta la advocación principal del templo. 
La capilla es pequeña pues no posee grandes dimensiones, aunque a pesar de ello posee una torre campanario, dos cúpulas y un coro también pequeño.
Además de las imágenes principales de la Virgen de los Dolores y el divino rostro de Jesús, se encuentra una imagen de la mártir Santa Tecla, patrona de Tarragona, España, siendo una de las dos imágenes de esta santa que se encuentran en la ciudad de Puebla, encontrándose la otra en la cúpula de la muy conocida Capilla del Rosario dentro del Templo de Santo Domingo.